# Славянски божества
Езическите славяни били политеисти – почитали са много богове и богини. Боговете на славяните са известни предимно от малък брой хроники, летописи и от неточни християнски проповеди против езичеството. По-многобройни източници, в които са запазени славянски теоними, включват имена на божества, имена на места, имена на народни празници, различни езици и поговорки.
Информацията за славянското езичество, включително за боговете, е оскъдна, тъй като християнските мисионери не са се интересували много от духовния живот на славяните. Също така не съществуват разкази, записани директно от езическите славяни. По време на мисиите за християнизация, божествата са били демонизирани, за да не бъдат почитани от хората. Характеристиките и функциите на божествата са били приписани на светците, с цел новата религия да бъде по-близка и позната на хората.
Въпреки че не е сигурно дали славянската религия е имала организиран пантеон от богове, сравним с други индоевропейски народи (гърците, римляните, скандинавците), със сигурност е имала свои божества. Много от тях отразяват по-древно и общо индоевропейско минало, но остава спорно дали тези божества са били почитани в цяла славянска Европа (чиято територия е била от Балтийско до Черно море) или по-скоро дали различни божества са били почитани на различни места в многото славянски племена.
За славянските божества е характерна висока степен на персонификация – на почти всички славянски божества се придава човешки облик, и те често се сливат едно в друго. Освен това едно божество може да бъде представено от друго, поради сходства във функциите.
Тази страница изброява славянските божества от езическия пантеон и героите в славянската митология, които нямат божествен статут (те са смъртни, демони или духове, например Баба Яга, Масленица и др.), с кратки характеристики на техните функции.

## Общи славянски божества
Поради малкия брой източници няма консенсус между учените, изучаващи славянската митология, относно степента на почитане дори на най-важните божества. В този параграф са изброение тези, чийто панславянски диапазон е най-често разпознат. В допълнение към тях, понякога се посочват източнославянските Мокош (предполагаем топоним в Чехия), Стрибог (топоними в Полша) и Мат Земля – майката-земя.

### Главни божества
Въз основа на реконструираните митове около фигурите на Перун и Велес някои учени смятат, че и двата бога са главни божества. Те се срещат предимно в славянския мит за сътворението. Според някои учени тази двойка богове доказва така наречения „славянски дуализъм“, но по този въпрос също няма консенсус. Учените, които предполагат, че такъв дуализъм в митологията може да е съществувал, посочват че славянският дуализъм вероятно не е бил толкова краен, колкото в Християнството или Зороастризма.
| Име   | Образ | Други имена          | Описание |
| ----- | ----- | -------------------- | --- |
| Перун |       | Перин, Piorun, Parin | Перун е бог на светкавиците, гръмотевиците, войната и е покровител на дружината. Той е етимологичен и функционален продължител на протоиндоевропейския бог на гръмотевиците Perkʷunos (Перкунос) и споделя много характеристики с други богове на гръмотевиците, почитани от индоевропейците. Той се споменава най-вече в Началната руска летопис, където негова статуя е описана със сива коса и златни мустаци в храма на хълма на Стария Киев. Перун също така се споменава и в Третата Новгородска хроника, където статуята му е казана да бъде в п-в Перин (в близост до Велики Новгород), както и в много текстове предупреждащи за езичеството. Името му е оцеляло в заклинания и в собствени имена. Въоръжен обикновено с брадва, чук или копие, той се бори с демоните на хаоса. Фигурата му е запазена във фолклора предимно под формата на свети Илия и свети Георги. |
| Велес |       | Волос, Влас, Власий  | Велес е бог с много функции, което затруднява сравнението му с което и да е друго божество. Определя се като хтоничен бог: той властва над подземния свят, където душите на мъртвите намират своя път и където бъдат извеждани на поляните. Приписва му се и грижата за добитъка, който символизира богатството. Той също така покровителства художниците, особено поетите, и е бог на магията. Името му най-вероятно е етимологично свързано със смъртта. Споменава се предимно в Началната руска летопис; името му също често се появява в собствените имена. Животинските му превъплъщения са бик или вол, дракон или змей. Фигурата му е запазена във фолклора предимно под формата на свети Никола и дявола. |

### Други божества
| Име            | Образ | Други имена                                                                               | Описание |
| -------------- | ----- | ----------------------------------------------------------------------------------------- | --- |
| Дажбог         |       | Даждбог, Дажьбо́г, Даждзьбог, Дайбог, Daćbog, Dabog, Daždźbok, Dazhdbog, Dazibogu, Dadzbóg | Дажбог е бог на слънцето. Името му означава „бог на даването“ и подсказва, че той бил и бог на изобилието. Той се появява в Началната руска летопис, където е описан като син на Сварог, в Слово за похода на Игор, както и в народни песни и собствени имена. Някои изследователи го идентифицират със Сварожич или го смятат за негов брат. |
| 'Яровит-'Ярило |       | Gerovit, Herovit Yarila, Yaruna                                                           | Яровит е полабски бог, споменат в Живота на Св.Ото, където е описан празник, посветен на него, по време на който градът е бил украсен. От описанията и етимологията изглежда, че той е бог на земеделието и войната, а храмът му е имал златен, украсен щит. Ярило е името на пролетен празник, както и името на персонаж, който участва в този празник, срещан сред източните и южните славяни. Много учени смятат Ярило за десакрализирано божество и го приравняват на Яровит, посочвайки общи черти и етимология. |
| Сварожич       |       | Сварожиц, Сварогич, Радегаст, Svarozhich, Svarozhits                                      | Сварожич е бог на огъня, споменат във второстепенни източнославянски текстове. Той също така се споменава от Бруно от Кверфурт в писмо до Хайнрих II и по-късно в Хрониката на Титмар като главно божество на Ретра, главният политически център на Велети. Името му обикновено се превежда като „син на Сварог“ и по-рядко като „малък, млад Сварог“. Обикновено се идентифицира с Радегаст, а доста по-рядко и с Дажбог.                                                                                            |

### Божества персонификации
| Име       | Образ | Други имена                                                                                           | Описание |
| Доля      |       | | Доля е олицетворение на съдбата и участта. Тя се е приписвала на човек при раждането и оставала с него до края на живота му. Може да бъде наследена от предци. Обикновено е невидима, но може да се проявява в човешка или животинска форма. Противоположността на Доля, разбирана като късмет, била Недоля, олицетворение на нещастието, уроките и лошия късмет. Етимологично свързана със славянските думи деля, разделям. |
| Мат Земля |       | Święta Ziemia                                                                                         | Мат Земля е персонификация на Земята, появяваща се главно в източнославянските текстове, но оставаща в повечето славянски езици. Може би епитет на Мокош. |
| Род       |       | Див, Дий, Диа                                                                                         | Род е фигура, дух или божество, често споменавано във второстепенни източно и южнославянски текстове, обикновено заедно с Рожаници. Етимологично свързан със славянските думи за род, рода, раждане и др. Принасяни са му безкръвни жертви, но няма консенсус в науката относно статута на Род в митологията. |
| Рожаници  |       | Роженици, Рожденици, Родзеници, Ройеници, Сойеници, Судйеници, Сидучки, Суденици, Съденици, Наречници | Рожаници („Дарители на живота“), Съденици („Дарители на вярата“) и Наречници („Дарители на съдбата“) са женски духове или божества на съдбата. Те се появяват в множествено число или като едно цяло. В източно и южнославянските източници те често се споменават заедно с Род. Основната им функция била определянето на съдбата на детето за цял живот, след което оставяли невидима следа на челото му. Съдбата на човека се символизирала от нишката на живота, от дължината на която, измерена от Рожаниците, зависила продължителността на живота на човека. Принасяли са им се безкръвни жертви. |
| Зоря      |       | Зори, Зара, Зарии, Зорка, Зараница, Zoriuška                                                          | Зоря е олицетворение на зората. Тя е славянското продължение на протоиндоевропейската богиня на зората H₂éwsōs и има много от нейните характеристики: тя живее отвъд океана на о-в Буян, отваря вратата на Слънцето да продължи своя ден пътуване през небето също има златна лодка. Зора може да бъде една фигура, две фигури или три. Тя се появява в християнизирани молитви и заповеди. |
| Звезда    |       | Утреница, Денница, Деница, Даница, Вечерница, Jitřenka, Зорница, Večernice                            | Звездата в славянската митология е олицетворение на утринната и вечерната звезда или на Венера в небето преди изгрев. |

## Западнославянски божества
| Име                 | Образ | Други имена                                               | Почитан/а от                       | Описание |
| Световит            |       | Сватовит (неправино) Свантовит (неправилно)               | Рюни/Руяни                         | Световит е главният бог на славянските рюни. Неговият култ е описан от Хелмолд Босауски и Саксо Граматик. Теонимът идва от думата svęt „свят, свещен“ с наставката vit „господар“. Основният му храм се намирал на Аркона. Вътре в храма била неговата статуя, описана от Саксо като четириглава статуя, държаща богато украсен рог в дясната си ръка; имало също голям меч и други артефакти. Рогът и белият кон, посветени на него, били използвани за гадаене. Теократичното управление на неговите свещеници ограничава управлението на княза. [32] |
| Триглав             |       | Троглав                                                   | полабски славянипомерански славяни | Триглав е бог, споменат в Живота на Св. Ото и в хрониката, описваща пленяването на славянската Брена. Неговата статуя била златна, чиито очи и уста били покрити. Посветени са му черен кон, използван от проповедниците за предсказване на бъдещето, и свещен дъб. Трите глави вероятно символизират тристранното разделение между небето, земята и подземния свят. |
| 'Сварожич'/Радегаст |       | Сварожиц, Сварогич, Радогост, Редигаст, Редегаст, Редгост | полабски славяни редарийци моравци | Радегаст е бог, споменат от Адам Бремен, а информацията е потвърдена от Хелмолд. Той заемал първото място сред боговете, почитани в Ретра. По-ранни източници твърдят, че главният бог на Ретра е Сварожич, поради което Радегаст се смята за епитет на Сварожич или местен вариант на неговия култ. Изобразяван е в броня и шлем, и на него е посветен бял кон. Смята се, че името му е съставено от думите rad „радостен“ и gost „гост“. Негова модерна статуя стои на планината Radhošť, която също е кръстена на него.                              |
| Сива                |       | Живе, Жива, Zhiva                                         | полабски славяни                   | Сива е богиня, спомената от Хелмолд. Според него, заедно с Радегаст и Прове, тя е най-важното божество на славяните. Вероятно идентичена с полското божество Żywie, споменато от Ян Длугош. Жива (или Сива) е теоним, свързан с думата živeti „да живея“. |
| Прове               |       | Проне                                                     | полабски славяни                   | Proue е изменено име на бог, споменат от Хелмолд. Този теоним се тълкува по няколко различни начина: някои учени превеждат името като Прове (от славянската дума pravo „закон“), докато други превеждат името като Проне, местен вариант на името на Перун. Хелмолд пояснява, че Proue, за разлика от други божества, не е имал статуя, а една дъбова горичка близо до Старогард, която била посветена на него и, в която всеки понеделник се провеждаждали съдилища.                                                                                   |
| Руевит              |       | Rugiaevit, Rugievit, Ruyevit                              | Рюни/Руяни                         | Руевит е бог, споменат от Саксо Граматик и в сагата Knýtlinga. Заедно с Поревит и Поренут, бил почитан в Гарц на о-в Рюген, където имало негов храм. Статуята му била направена от дъбово дърво, с глава със седем лица, седем меча на пояса му, а осмият в ръката му. Според Саксо той е военно божество, свързано и със сексуалната сфера. Тълкуването на името му все още е предмет на дискусия. |
| Поревит             |       | Пурувит                                                   | Рюни/Руяни                         | Поревит е бог, споменат от Саксо Граматик и в сагата Knýtlinga. Заедно с Руевит и Поренут, бил е почитан в Гарц на о-в Рюген, където се намирал неговият храм. Неговата статуя имала пет глави и, по-важно, нямала никакви оръжия. Значението на името е неясно, има вероятност да означава „Господар на силата“. |
| Поренут             |       |                                                           | Рюни/Руяни                         | Поренут е бог, споменат от Саксо Граматик и в сагата Knýtlinga. Заедно с Руевит и Поревит, бил почитан в Гарц на о-в Рюген, където се намирал еговият храм. Неговият образ имал четири лица, а на гърдите му било пето, което той придържал като с дясната си ръка държал брадичката, а с лявата – челото. |
| Чернобог            |       |                                                           | полабски славяни                   | Единственият надежден източник, споменаващ Чернобог, е Хроника Славорум. Хелмолд го описва като божество на неблагоприятната съдба и го съпоставя с неназовано божество на благоприятната съдба, възстановено от по-късните писатели като Белобог. |
| Черноглав           |       | Черноглов                                                 | Рюни/Руяни                         | Черноглав е бог споменат в сагата Knýtlinga. Описан е като бог на победата, със сив мустак. |
| Подага              |       | Погага, Погада                                            | вармяки                            | Подага е бог, чията стусия била в Пльон, според Хелмолд. Значението на теонима се обяснява като "сила, мощ". Предполага се, че името Podaga е идентично с Pogoda на Длугош. |
| Ния                 |       | Тия                                                       | поляци                             | Ния е божество, споменато за първи път от Лукас от Велики Козмин. Интерпретиран е от Ян Длугош като полския бог на подземния свят. Неговият храм се намирал на хълма Лех. Името му е свързано с полската дума nyć, която означава „избледнявам, изчезвам“ |
| Девана              |       | Жевана, Жевоня, Дживица                                   | поляцилужичани                     | Девана е богинята на дивата природа, горите, луната и лова. Споменава се от Ян Длугош като полски еквивалент на Диана. Девана, като Дживица, също присъства в лужишкия фолклор. Тя се появява в силезийските обичаи заедно с Морана, което вероятно показва двойствения харакетер на тези богини. Етимологията на името ѝ е предмет на дискусия. В християнския фолклор тя може да е била заменена от Дева Мария. |
| Морана              |       | Мора, Мара, Морена, Марена, Marzhanna                     | поляци,чехи, словенци, моравци     | Морана е богинята на растителността, но и на смъртта и зимата. Тя е спомената от Ян Длугош като полски еквивалент на Церера. Изгарянето или удавянето на образа на Морана в реката трябва да прогони зимата и да върне пролетта - тази традиция все още е жива в съвременна Полша, Словакия, Моравия и части от Бохемия. Тя се появява в силезийските обичаи заедно с Девана, което вероятно показва дуалността на тези богини. |

## Източно- и Южнославянски божества
В тази категория има божества, които са част от пантеона на Княз Владимир: Перун, Хорс, Дажбог, Стрибог, Симаргал и Мокош. Други божества, които са се почитали в Киевска Рус (древна Русия) са: Велес, Род и Рожаниците, Сварог и Сварожич.
В таблицата долу са изредени божествата, които не са споменати в по-горната секция „Общи божества“.
| Име      | Образ | Други имена                  | Почитан/а от         | Описание |
| -------- | ----- | ---------------------------- | -------------------- | --- |
| Стрибог  |       |                              | източни славяни      | Стрибог е богът на вятъра. Споменат е в Началната руска хроника и Словото за Похода на Игор. Вероятно е бил почитан в Полша и името му се тълкува като „разпространяващия бог“. |
| Хорс     |       |                              | източни славяни      | Хорс е божество с неясни функции, споменато в Началната руска летопис и Словото за Похода на Игор, както и в други второстепенни източници. В продължение на много години са го тълкували като бог на слънцето заради теорията, че името е заимствано от някой от иранските езици и означава „слънце“. През последните години тази етимология бе подложена на силна критика и вместо това се предлага местна етимологична връзка с плодовитостта и плодородието. Твърди се, че неговият образ се е намирал в Псков.                                 |
| Мокош    |       | Мокоша                       | източни славяничехи  | Мокош е богиня, спомената в Началната руска летопис и други второстепенни текстове. Тя обикновено се тълкува като богиня майка. Тя се появява във фолклора като същество с голяма глава и ръце, като стриже овце и преде лен, свързвано също по някакъв начин с мастурбацията. Етимологично свързано с думата mokrъ „мокър“. В християнството тя е заменена или продължена от Св. Параскева (Параскева Иконийска/Самарджийска) и Св. Анастасия. |
| Симаргал |       | Simargl, Siemargl, Sim и Rgl | източни славяни      | Симаргал е божество, споменато в Началната руска летопис и споменато в Проповед от Онзи, който обича Христос в две същности: Sim и Rgl. Въпреки че източниците не посочват никакви функции на този бог, се смята, че той е свързан с грижата за растенията, както се вижда от името на бога – славяните са го заимствали от иранския Симург, крилат пазител с кучешка глава на растения. |
| Сварог   |       |                              | южни/източни славяни | Сварог е бог, споменат в Началната руска летопис в откъс, който е славянски превод на Хрониката на Йоан Малала. Този източник изобразява Сварог като двойник на древногръцкия Хефест и баща на Дажбог. Функцията и етимологията на бога са неясни: според някои учени той е свързан със славянската дума svar, означаваща „кавга“, а според други е свързан с индийската svar, означаваща „блясък“, „небе“, „слънце“. Следователно, ъз основа на етимологията, Сварог тълкуван като бог на обработката на метала като ковач или като бог на небето. |

## Безименни божества
Има два източника, които споменават безименен славянски главен бог.
Прокопий Кесарийски в Готските войни описва религията на южните славяни:
Всъщност те вярват, че един бог, създател на мълнията, е единственият господар на всички неща и му принасят в жертва крави и всякакви други неща. Идеята за съдбата им е непозната и не вярват, че има някакво влияние върху хората, но когато смъртта е по петите им, понеже са се разболяли или се готвят за война, те обещават, че ако бъдат пощадени, веднага ще предложат жертва в чест на бога в замяна на живота си и след като бъдат пощадени, те жертват всичко, което имат под ръка и вярват, че са купили своето спасение с тази жертва.

В Хрониките на Хелмонд се появява подобна информация относно полабските славяни:
В рамките на многообразния аспект на проявленията на техните божества, на които са поверени техните полета, гори, тъга и щастие, те не отричат, че има един бог на небето, който царува над другите, че той е единственият отговорен за небесни въпроси и че другите му се подчиняват; със заемането на своя собствена роля, [останалите божества] идват от неговата линия и колкото по-близо са до споменатия бог, толкова по-могъщи са самите те.
Не е ясно колко надеждно тези сведения описват славянската теология. Някои учени смятат, че тези текстове са християнски тълкувания на вярата на езическите славяни; Хелмолд, пишейки за бога на боговете, ясно е заел термина (deus deorum) от книгата Псалми (50:1). В случая с текста на Прокопий, например, Александър Брюкнер твърди, че текстът е взет превод, образ с елинизиран оттенък, наложен върху славянското езичество. Учените, които приемат тези откъси като автентични поне частично, смятат, че те могат да предават информация за генотеизма, славянския deus otiosus – пасивен бог, който не се намесва пряко в световните дела и чиито заповеди се изпълняват от други богове. Също така е възможно източниците да се отнасят до замяната на пасивния бог на небето с по-активен бог на гръмотевиците както древногръцкия Уран бе заместен със Зевс. Въпреки че Прокопий и Хелмолд не споменават имената на тези богове – вероятно не са ги знаели поради табута – обикновено се смята, че тук се говори за Перун или Сварог.
Козма Пражки описва чешкото езичество в своята Chronica Boemorum чрез Interpretatio Romana (интерпретация според гръцки модели): „Затова принесете в жертва на вашите богове магаре, така че те да станат ваш помощник. Тези, които искат да направите този дар, са Юпитер, най-важният от боговете, самият Марс, неговата сестра Белона и зетят на Церера (т.е. Плутон).
В Хрониката, Титмар Мерзебургски описва християнизацията на Померания. През 1000 г., по време на конгреса в Гнезно, епипскоп Райнберн е назначен за епископ на Колобжег. Освен това Титмар пише, че Райнберн „разруши храмовете на идолите, изгори ги и след като помаза четири каменни идола на техните демони със свето миро, той ги хвърли в езерото и след това благослови водата, за да ги очисти“. Не е изключено откъсът в това послание да е за бога на морето.

## Божества с несигурен статус
- Белобог и Чернобог – предполагаеми божества на късмета (добър и лош)[64]
- Дива – теоним, споменат в Проповедта на Свети Григорий[65][66]
- Дий – теоним, споменат в Беседата и Откровението на Светите Апостоли. Вероятно свързано с небето или дъжда.[67]
- Хенил или Бендил – земеделско божество, споменато от Титмар.[68]
- Ярило – Източнославянски ритуал и ритуална фигура тълкувана като божество на растителността, с предоставени ясни доказателства от 18 век[69]
- Карна и Желя – предполагаеми олицетворения на плач за мъртвите сред източните славяни; появяват се в Словото за похода на Игор.[70]
- Кораб – божество, срещано в старата хърватска митология, свързано с морето, навигацията и риболова, за което се твърди, че е епоним на остров Раб, планината Кораб и вид лодка.[71]
- Кресник - персонаж в словенския фолклор. Заедно с брат си Трот той лети в златна колесница и се бори на земята или в небето със змей, който откраднал добитъка му или отвлякъл жена му. Често асоциран е с Перун.
- Круг – полабски бог. Може би свързан с Хорс.[72]
- Лел и Полел – предполагаеми полски божествени близнаци, споменати за първи път от Maciej Miechowita като двойници на Кастор и Полукс.[73]
- *Лютобог – хипотетично име на полабско божество. [67] Рейнхолд Траутман, въз основа на полабийското село Лютебук (Lutebuk), вероятно разположено на остров Узедом, за първи път засвидетелствано през 1238 г. и опожарено през 17 век, предлага съществуването на „лют бог“ (luty „лют, суров“) за разлика от „белия бог“.[74]
- Ния – предполагаемо полско божество на смъртта, сравненено с Плутон.[75]
- Огнена Мария – фигура в източно- и южнославянския фолклор. Сестра на Св. Илия (Перун), свързана със светкавиците и стрелите, нейният празник е 17 юли.[76]
- Переплут – теоним, споменат в Проповедта на Светия отец Йоан Златоуст.[77]
- Пеперуна и Додола – езически фолклорен празник, празнуван на Балканите, използван за докарване на дъжд. Някои учени предполагат, че името на празника първоначално може да е било името на богиня, съпругата на Перун.[78]
- Погода – предполагаема полска богиня на времето, спомената от Ян Длугош.[79]
- Пизамар – божество, споменато в сагата Knýtlinga. Точното четене на името е неясно, което навежда някои учени да предположат, че авторът е разбрал обикновеното име като теоним.[80]
- Трот – персонаж в словенския фолклор. Заедно с брат си Кресник лети в златна колесница. В една история той обезглавил змей със златна брадва.[81]
- Зеле – божество, споменато като почитано от езически чехи, споменато от абат Ян Неплах.[82]
- Сива – богиня, спомената от Ян Длугош.[83]

## Псевдобожества
Славянските псевдобожества (псевдобогове, псевдобогини) са славянски божества, които съществуват в популярната и дори научната литература, но тяхната историчност не се признава от огромното мнозинство учени, т.е. божествата не са обект на поклонение сред езическите славяни. Псевдобожествата, подобно на тези от други етнически групи, са създадени в резултат на грешки (напр. разбиране на даденото име като теоним; непознаване на славянските езици; неразбиране на езическите ритуали или некритично мислене при използването на дадените източници), в резултат на създаването и фалшификацията на славянските романтици или дори в резултат на фалшификация по политически мотиви. Последните две се дължат на факта, че за разлика например от древногръцката митология, източниците на славянската митология са силно ограничени.
Първите славянски псевдобожества започват да се появяват още през Средновековието, главно в латински християнски текстове, в резултат на грешки. Славянските псевдобожества в голям мащаб започват да се срещат от 18ти и особено през 19ти век. През 1768 г. се появява популярен фалшификат от това време – така наречените Прилвицки идоли, изобразяващи предполагаеми славянски божества, украсени с предполагаеми славянски руни. Въз основа на този фалшификат са създадени много божества от Андреас Маш и по-късно от Мартин Аренд. През 19ти век чехът Игнац Ян Хануш бил популярен мечтател, особено двете му творби: Die Wissenschaft des slavischen Mythus и Bájeslovný kalendář slovanský. Руснакът Александър Фаминцин също бил доста некритично настроен при анализирането на източниците в „Божества на древните славяни“.
Освен гореизброените автори, всяка славянска страна е имала своите, повече или по-малко популярни, фалшификатори. Съвременната фалшификация на славянския пантеон е продължена от Чеслав Бялчински в Полша (напр. „Създание и душа, т.е. старославянски богини и демони: Лексикон“, или „Славянска митология: Книгата на Тур“), и в Русия от Александър Асов.

### Популярни псевдобожества
- Джиджиела (Dzidzilela) – според Ян Длугош, полският еквивалент на Венера, богиня на любовта, сватбите и плодородието.[91]
- Числобог – псевдобожество на времето и/или числата, измислено през 1900 г., споменато в Книгата на Велес.[92]
- Весна – предполагаема богиня на пролетта.
- Утробог или Ютробог (Jutrobog) – предполагаем бог, почитан в Лужица. Името му се състои от думата jutry, jutrny „утро“ и думата bog „бог“ и означава „сутрешен бог“. Град Ютербог се предполага, че е кръстен на него[93], въпреки че също е възможно последната сричка да не е '-бог', а '-бок', което означава „страна“. Съответно името на града може да се преведе като „страна, обърната към утрото (изток)".[94]
- Кий – предполагаем полски бог на ковачеството, който се появява в Проповедите на Гнезно.[95]
- Купала – божество, създадено от средновековните хронисти въз основа на името на празника Купалска нощ/Иван Купала.
- Коляда – олицетворение на новогодишния цикъл и фигура в народните ритуали, погрешно интерпретирана от Александър Афанасиев като богиня.
- Лада – предполагаемо полско божество, споменато за първи път от Ян Длугош като бог на войната, еквивалентен на Марс, след това от Maciej Miechowita, признат за полски еквивалент на Леда.[96]
- Леля – богинята на любовта, дума, която се среща в руските народни песни.
- Йеша – главният бог на поляците според Ян Длугош, еквивалент на римския Юпитер; в наши дни автентичността на бога се отхвърля.
- Дана – хипотетична богиня на водата, предложена от Николай Костомаров, отхвърлена от съвременната наука.
- Позвизд – божество на вятъра, споменато от Матвей Меховски, и Похвист, споменато от Мартин Кромер като бог на лошото време, в действителност вероятно духове или демони.
- Флинс – предполагаемо божество на смъртта, почитано от останките на сорбите, споменато в Саксонската хроника.
- Кродо – първоначално псевдо-главно божество на саксонците, в по-късни векове приписвано на славяните.
- Троян – фигура от южнославянската митология, заимствана от източнославянските писатели и по-късно призната за божество.
- Чур – руски псевдо-бог на границите от 19-ти век, еквивалентен на римския терминал.